# 烏馬氏擬花鮨
烏馬氏擬花鮨，為輻鰭魚綱鱸形目鱸亞目鮨科的其中一種，分布於中東太平洋法屬波里尼西亞及馬克薩斯群島海域，棲息深度50-55公尺，體長可達5.8公分，生活在珊瑚礁區，生活習性不明。

## 擴展閱讀
維基物種上的相關：烏馬氏擬花鮨